# Arhaconotus vietnamicus
Arhaconotus vietnamicus (лат.) — вид паразитических наездников рода Arhaconotus из семейства Braconidae. Юго-Восточная Азия: Вьетнам (Ha Son Binh).

## Описание
Мелкие наездники, длина тела 2,7—2,9 мм; длина переднего крыла 2,3—2,5 мм. Ширина головы в 1,4—1,5 раза превышает её медианную длину. Голова буровато-жёлтая. Грудь красновато-коричневая; проподеум темно-красновато-коричневый. Брюшко красновато-коричневое; первый тергит целиком, второй-четвертый тергиты с боков темно-красновато-коричневые. Усики в основной четверти красновато-коричневые, остальная часть от темно-красновато-коричневой до чёрной. Пальпы жёлтые. Ноги сплошь жёлтые, иногда задние тазики затемненные. Ножны яйцеклада красновато-коричневые в базальных 2/3, на вершине почти чёрные. Крылья очень слабо затемненные. Птеростигма коричневая, в основной трети и в вершинной четверти жёлтая. Глаза голые. Усики тонкие, нитевидые (27 флагелломеров). Нижнечелюстные щупики состоят из 6 члеников, а нижнегубные — из четырёх.